# Narcine brevilabiata
Narcine brevilabiata är en rockeart som beskrevs av Bessednov 1966. Narcine brevilabiata ingår i släktet Narcine och familjen Narcinidae. IUCN kategoriserar arten globalt som sårbar. Inga underarter finns listade i Catalogue of Life.